# Annette Lu
Annette Lu Hsiu-lien (Chinees: 呂秀蓮, Hanyu pinyin: Lǚ Xiùlián) (Shinchiku, 7 juni 1944) is een Taiwanese feministe en politica namens de Democratische Progressieve Partij. Van 2000 tot mei 2008 was ze de vicepresident van Taiwan.

## Loopbaan
Namens de Democratische Progressieve Partij (DPP) werd Annette Lu eind 1992 verkozen als parlementslid in de Wetgevende Yuan. Tussen 1997 en 2000 was ze magistraat van Taoyuan.
Bij de Taiwanese presidentsverkiezingen van 2000 kreeg Lu een belangrijke rol in de verkiezingscampagne van haar partij: door presidentskandidaat Chen Shui-bian werd ze naar voren geschoven als beoogd vicepresident. Met 39,3% van de stemmen won het duo de verkiezingen, waarna ze op 20 mei 2000 beëdigd werden. Lu werd hiermee de eerste vrouwelijke vicepresident van Taiwan.
Vier jaar later stelden Chen en Lu zich herkiesbaar voor een tweede ambtstermijn. Tijdens de campagne, op 19 maart 2004, werden ze beschoten en door een kogel geraakt. Beiden raakten slechts lichtgewond. Enkele dagen later werden ze (zij het zeer nipt) herkozen.
Tussen 2005 en 2006 was Lu kortstondig partijvoorzitter van de DPP. Ze nam die functie waar na het voortijdig aftreden van Su Tseng-chang.
In de aanloop naar de presidentsverkiezingen van 2008 streed Lu mee om namens haar partij presidentskandidaat te worden. Bij de voorverkiezingen van de DPP werd ze echter slechts gesteund door 6% van de partijleden. Op 20 mei 2008 kwam een einde aan haar vicepresidentschap.